# Partido Federal Caribeño
El Partido Federal Caribeño fue un partido político en Dominica. Participó en las elecciones de 1975, recibiendo solo 199 votos (0,6%) de los votos y sin obtener ningún escaño. No participó en elecciones posteriores.